# Estación General Rivas
General Rivas es una estación ferroviaria ubicada en la localidad del mismo nombre, partido de Suipacha, Provincia de Buenos Aires, Argentina.

## Servicios
Es una estación intermedia del servicio semanal de larga distancia Retiro-Junín de la empresa estatal Trenes Argentinos Operaciones.
Por sus vías corren trenes de carga de la empresa estatal Trenes Argentinos Cargas.

## Historia
En el año 1890 fue inaugurada la Estación, por parte del Ferrocarril Buenos Aires al Pacífico, en el ramal Retiro-Junín.